# Clube Esportivo Flamengo
O Clube Esportivo Flamengo, mais conhecido como Flamengo de Guanambi, é um clube de futebol brasileiro com sede na cidade de Guanambi, no estado da Bahia. Suas cores são vermelho, preto e branco.

## História
Fundado em 15 de setembro de 2009, no ano de 2013 participou pela primeira vez de uma competição oficial, o Campeonato Baiano da Série B chegando a semifinal onde foi eliminado pelo Galícia e terminando a competição em terceiro lugar. 
Em 2014 repetiu o feito do ano anterior terminando em terceiro lugar por diferença de um gol de saldo, onde deixou a vaga escapar dentro de casa com o Estádio 02 de Julho lotado. Campeonato esse que passou a ser disputado por pontos corridos. 
No dia 14 de Junho de 2015 no estádio 02 de Julho o Flamengo de Guanambi conseguiu a tão sonhada vaga para elite do futebol Baiano, onde derrotou o Jequié pelo placar de 5x1. Feito este que deu ao Flamengo de Guanambi o privilégio de no ano de 2016 disputar a Primeira Divisão do Campeonato Baiano de Futebol. 
Em 28.06.2015 o Flamengo de Guanambi conquistou o seu 1º título profissional ao vencer o Fluminense de Feira de Santana no estádio Joia da Princesa pelo placar de 1X0, gol de Rafael Granja, erguendo assim o caneco de campeão baiano da série B de 2015, mesmo atuando fora dos seus domínios.   
Atualmente o clube está disputando o Campeonato Baiano da série A,  em seu primeiro ano já se classificou entre as oito melhores equipes com uma rodada de antecedência o que garantiu a participação no Baianão de 2017.   
No dia 19 de março de 2016 o clube fez historia diante de mais de 3.000 torcedores apoiando o beija flor do sertão, batendo o Vitória time da série B do campeonato brasileiro pelo placar de 1x0 com gol de Josy, Mas no jogo da volta foi goleado pelo placar de 3x0.
A equipe manda suas partidas no Estádio 2 de Julho, em Guanambi. Seu presidente é Roberto Gabriel Duarte e o Vice-Presidente é Jorge Ramos Cotrim.
Gestão 2022-2027 composta por:
Roberto Gabriel Duarte (Presidente)
Jorge Ramos Cotrim (Vice-Presidente)
Lucas Warshington Brandão (Presidente do Conselho Deliberativo)
Armando Nolasco Filho (Diretor de Futebol)
Elizângelo Silva (Assessor de Comunicação e Marketing)

## Principais Títulos
| ESTADUAIS | ESTADUAIS                   | ESTADUAIS | ESTADUAIS  |
|           | Competição                  | Títulos   | Temporadas |
|           | Campeonato Baiano - Série B | 1         | 2015       |
| --------- | --------------------------- | --------- | ---------- |

## A inscrição na FBF
Em novembro de 2012, três anos depois de sua fundação, o Flamengo de Guanambi teve o seu pedido de inscrição na Federação Bahiana de Futebol aceito, tornando-se o mais novo clube registrado na CBF.